# Crewe

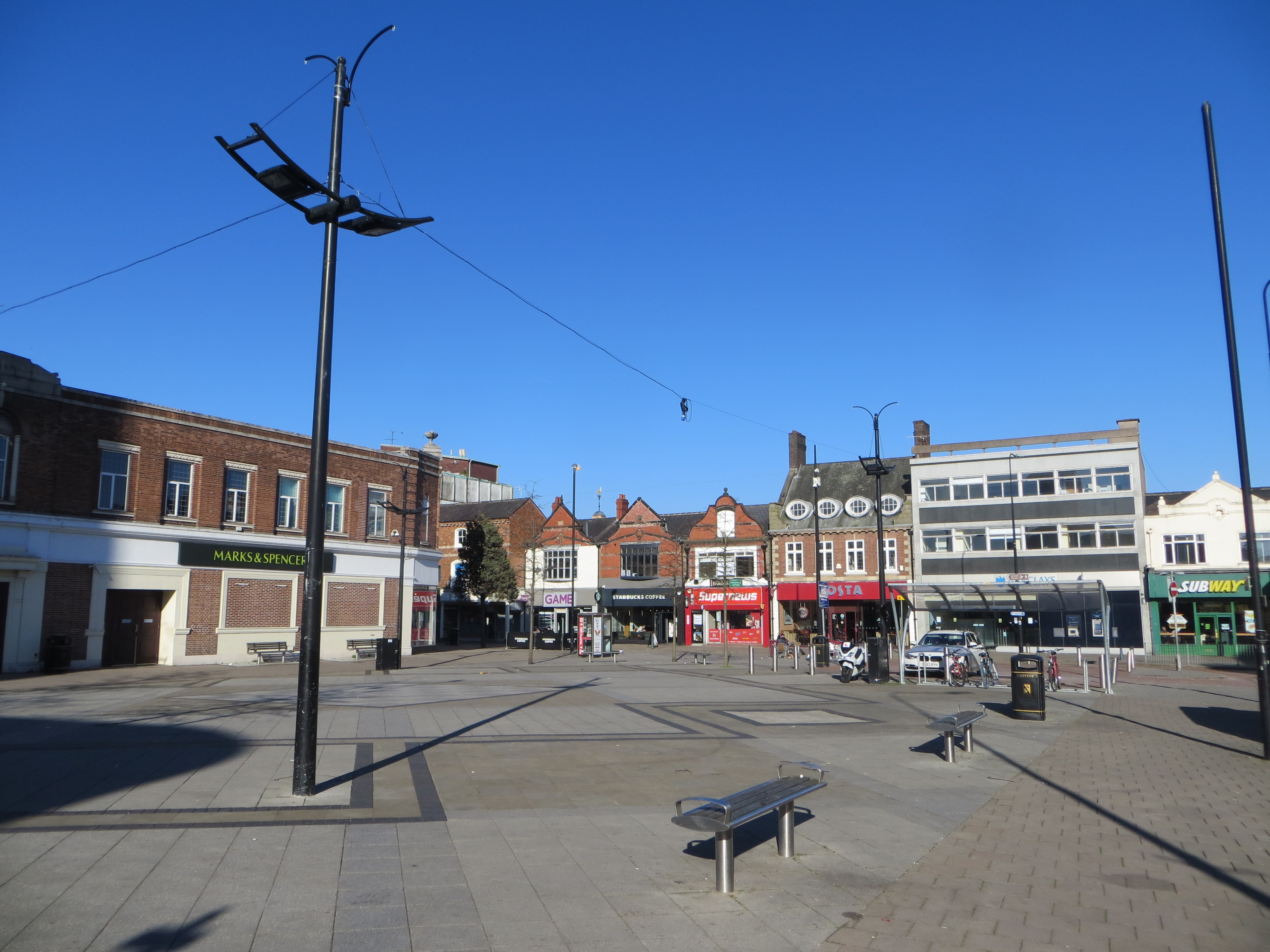
Plaza de Crewe

Crewe (pronunciación en inglés: /kruː/) es un municipio situado en la autoridad unitaria de Cheshire East, en Cheshire, Inglaterra, Reino Unido. Según el censo de 2021, tiene una población de 55 300 habitantes.
Originalmente un poblado ferroviario fundado en 1838 junto a la estación de Crewe, la localidad se sitúa en uno de los principales nudos ferroviarios de Gran Bretaña. Cuenta con el estatus de parroquia civil.
La ciudad es sede de la marca de automóviles de lujo Bentley.